# Diapir

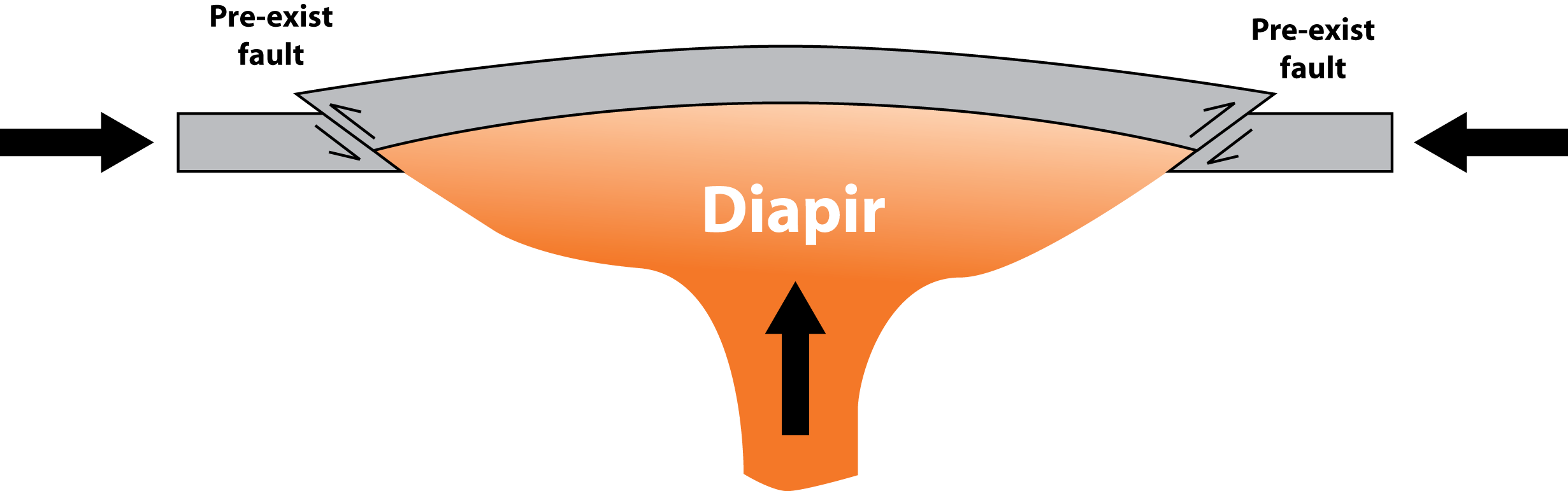
Schéma sur la formation d'un diapir mantellique.

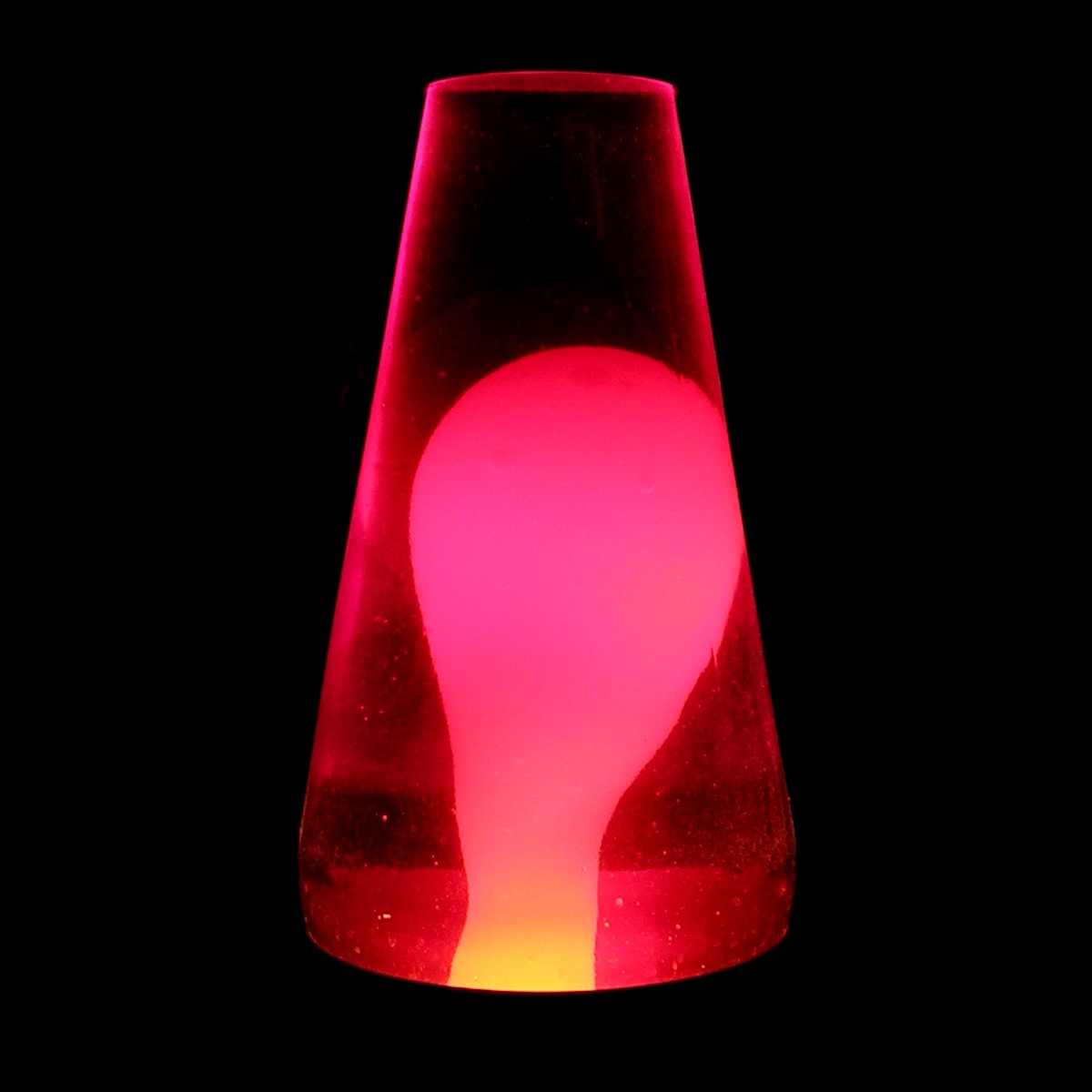
Une lampe à lave illustre de manière simple le principe du diapir.

En géologie, un diapir (du grec diapeirein, « percer au travers », terme inventé en 1907 par le géologue roumain Ludovic Mrazek (en) pour décrire ce type de formation salifère dans les Alpes) est un type d'intrusion impliquant une structure plus ou moins globuleuse, résultant de la remontée de roches plus légères à travers des roches plus denses. Il peut s'agir de diapir salifère (évaporites de type sel gemme, gypse), diapir granitique (magmas en fusion peu denses), diapir asthénosphérique (remontée de l’asthénosphère sous les zones en extension par l’effet de l’amincissement), diapir mantellique (autre nom des panaches). Les grands dômes de la planète naine Cérès pourraient correspondre à des diapirs de glace.
Le diapirisme est le mécanisme de la formation des diapirs dont la montée prend plusieurs millions d'années.

## Mécanisme
Le cœur du diapir est constitué de roches connues pour être facilement déformables, telles que les évaporites, ou encore le gypse, les magmas, les boues, etc. Ces roches remontent vers la surface sous l'effet de la poussée d'Archimède car, en raison de l'hétérogénéité des températures (diapir magmatique) ou de la composition minéralogique (diapir salin) elles sont moins denses et ont une plus grande ductilité que les roches qui les surmontent. La vitesse de montée d'un diapir décroit graduellement au fur et à mesure que la viscosité de l'encaissant augmente. La montée se fait en partie par repoussement de terrains ductiles, lesquels se referment derrière le passage de la « bulle de magma » fluide, et en partie par ingestion des terrains traversés, ce qui a le double effet de contaminer le magma, et de le refroidir.
À première vue, le diapirisme est contrecarré par la pression lithostatique élevée des roches sus-jacentes mais en réalité, la montée du matériau léger est presque spontanée, sous une très faible contrainte ou seulement sous l'influence de la pesanteur : il suffit d'une petite irrégularité d'épaisseur ou de nature des roches, d'une variation horizontale de la surcharge de sédiments sus-jacents, d'un événement tectonique comme le fonctionnement d'une faille, notamment les failles en distension (grandes zones volcaniques : dorsales, rifts continentaux, zones de subduction). Dans le cas des points chauds océaniques, les quantités de chaleur disponibles sont si importantes que les magmas sont volumineux et les instabilités gravitationnelles grandes.
Le mécanisme physique est comparé à celui d'une instabilité gravitaire inhérente à un fluide de faible densité sous un fluide plus lourd : l'instabilité de Rayleigh–Taylor générée dans certaines lampes lorsque la chaleur de l'ampoule est suffisante pour animer le fluide le plus coloré.
La vitesse d'ascension et la forme du diapir sont contrôlées par le rapport des viscosités de l'intrusion et de l'encaissant.
Bien que la montée de magma par diapirisme ait été un modèle très populaire, l'idée d'acheminer durant la phase terminale de grandes quantités de magma par l'entremise de fractures crustales (sous forme de dyke, de propagation de fractures, du « modèle de pull-apart ») est de plus en plus proposée,.
Lorsque la différence de densité entre le magma du diapir et son encaissant devient négligeable ou que sa
viscosité devient trop importante, l'ascension s'arrête (processus de « stopping ») puis le magma s'étale horizontalement (processus de « ballooning »).

## Formes du diapir magmatique
Si au cours de sa montée le diapir rencontre une couche très compétente, c'est-à-dire très peu déformable, celle-ci peut bloquer l'ascendance du magma. Le diapir s'étale alors en forme de « champignon » sous son toit sédimentaire qu'il déforme en dôme sous sa pression. S'il ne rencontre pas de trop fortes résistances, il fait intrusion jusqu'au niveau de rééquilibrage des densités et prend alors souvent une forme de « bulle » ou de « poire renversée » parfois coupée de ses racines profondes.